# Route nationale 6 (Niger)
Pour les articles homonymes, voir Route nationale 6, N6 et RN6.
La route nationale 6 (N6 ou RN6) est une route nationale du Niger.
La route va de Niamey jusqu'à la frontière entre le Burkina Faso et le Niger.
La N6 a une longueur de 119 km.

## Parcours
La N6 part de la N1 à Niamey, elle traverse le fleuve Niger via le Pont Kennedy, puis elle s'étend ensuite vers le sud-ouest à travers une zone sahélienne jusqu'à la frontière avec le Burkina Faso.
Côté burkinabé, la N6 est prolongée par la RN6 vers Kantchari et Ouagadougou.
La N6 était une route en terre jusqu'en 1981, difficilement praticable, surtout en saison des pluies. De 1981 à 1984, elle a été asphaltée.
La République fédérale d'Allemagne en a fourni les moyens financiers via la Kreditanstalt für Wiederaufbau.
Une rénovation a été réalisée en 2005.
La circulation avec des camions surchargés a rapidement endommagé à nouveau la route.
La route nationale 6 s'étend du nord-est au sud-ouest traversant les grandes villes de Makalondi et Torodi, ainsi que plusieurs petits villages.
La N6 est la liaison routière la plus importante entre le Niger et le Burkina Faso et fait partie de l'autoroute Dakar-N'Djamena du réseau des routes transafricaines.
La N6 est d'une grande importance pour l'importation, entre autres de céréales, de denrées alimentaires, de textiles et de matériaux de construction.
Pour le Niger enclavé, c'est un axe routier important vers les ports maritimes d'Abidjan, Lomé, Sékondi et Tema.

## Tracé
- Niamey
- Kobadie
- Frontière entre le Burkina Faso et le Niger